# Carlos Castaño Panadero
Pour les articles homonymes, voir Castano.
Castaño  Panadero est un nom espagnol. Le premier nom de famille, en général paternel, est Castaño ; le second, en général maternel, souvent omis, est Panadero.
Carlos Castaño Panadero, né le 7 mai 1979 à Madrid, est un coureur cycliste espagnol. Son palmarès comprend plusieurs titres de champion d'Espagne de cyclisme sur piste et deux participations au Tour d'Espagne. Il est aussi médaillé de bronze en poursuite par équipes aux Jeux olympiques d'été de 2004.

## Biographie
Cumulant cyclisme sur piste et route au début de sa carrière, il fait partie de l'équipe espagnole de poursuite par équipes médaillée de bronze aux Jeux Olympiques d'Athènes et aux championnats du monde de cyclisme sur piste de Melbourne en 2004 avec Carlos Torrent, Asier Maeztu et Sergi Escobar.
En 2005, il rejoint l'équipe continentale Andalucia-Paul Versan. Il remporte deux étapes du Tour de Burgos dont un contre-la-montre en cote, et prend la troisième place finale. L'année suivante sur le Tour de Catalogne, il est vainqueur d'étape en solitaire et leader du classement général pendant deux jours avec la formation Kaiku.
Carlos Castaño intègre l'équipe Karpin-Galicia en 2007. Grâce à une deuxième place dans la difficile étape des lacs de Neila, il est à nouveau sur le podium du Tour de Burgos. En septembre, il participe à son premier Tour d'Espagne, qu'il abandonne après des places honorables dans les étapes de montagne.

## Palmarès sur route

### Palmarès amateur
- 1998
  - 3e de la Lazkaoko Proba
- 2000
  - Gran Premio Sarabe
- 2001
  - Tour de Castille-et-León amateurs
- 2002
  - Classement général du Tour de la communauté de Madrid
  - Clásica de Pascua
  - 2e et 6e étapes du Tour de Navarre
  - 1re étape du Tour de Galice
- 2004
  - Aiztondo Klasica

### Palmarès professionnel
- 2005
  - 1re et 3e (contre-la-montre) étapes du Tour de Burgos
  - 2e de la Clásica a los Puertos
  - 3e du Tour de Burgos
  - 3e du Gran Premio Internacional del Oeste RTP
- 2006
  - 4e étape du Tour de Catalogne
- 2007
  - 3e du Tour de Burgos

### Résultats sur les grands tours

#### Tour d'Espagne
2 participations 
- 2007 : non-partant (14e étape)
- 2008 : 38e

### Classements mondiaux
| Année            | 2005 | 2006 | 2007 | 2008 | 2009 |
| ---------------- | ---- | ---- | ---- | ---- | ---- |
| UCI America Tour |      |      |      |      | 243e |
| UCI Europe Tour  | 29e  | 331e | 150e |      | 873e |

## Palmarès sur piste

### Jeux olympiques
- Athènes 2004
  -  Médaillé de bronze de la poursuite par équipes (avec Carlos Torrent, Sergi Escobar et Asier Maeztu)

### Championnats du monde
- Melbourne 2004
  -  Médaillé de bronze de la poursuite par équipes

### Championnats nationaux
| - 2000 - Champion d'Espagne de course aux points espoirs - 2002 - 2e du championnat d'Espagne de poursuite - 2003 - 2e du championnat d'Espagne de poursuite - 3e du championnat d'Espagne de poursuite par équipes - 2004 - Champion d'Espagne de course aux points - 2e du championnat d'Espagne de poursuite - 3e du championnat d'Espagne de poursuite par équipes | - 2005 - Champion d'Espagne de poursuite - 3e du championnat d'Espagne de poursuite par équipes - 3e du championnat d'Espagne de course aux points - 2006 - 3e du championnat d'Espagne de poursuite par équipes |  |